# Regolini-Galassi-graf

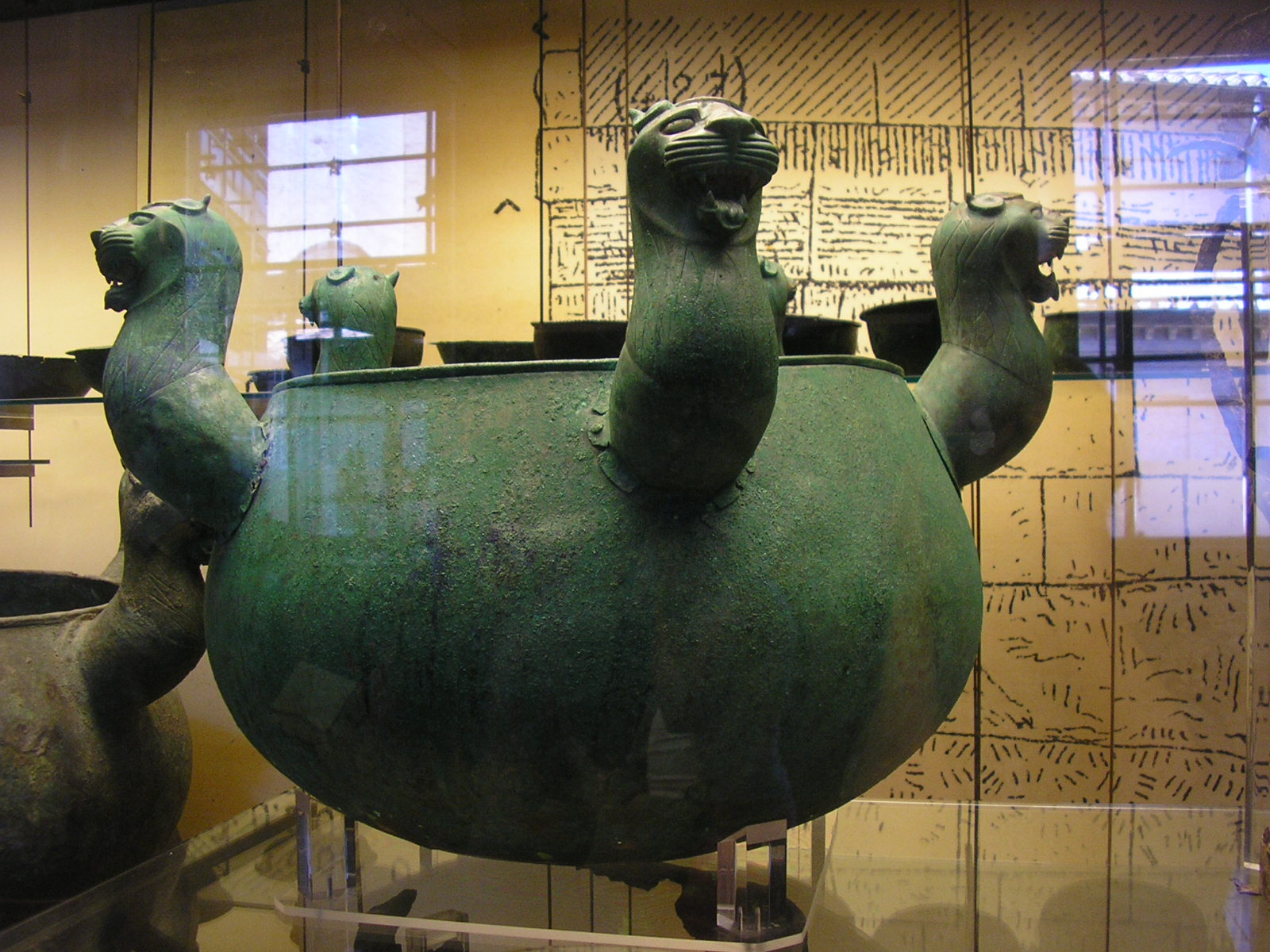
Bronzen ketel met panterkoppen. Een van de vele vondsten uit het Regolini-Galassi-graf. Ca. 650 v.Chr. Museo Gregoriano Etrusco.

Het Regolini-Galassi-graf (Italiaans: Tomba Regolini-Galassi) is een beroemde Etruskische tombe uit de 7e eeuw voor Christus. Het graf werd in 1836 te Cerveteri ontdekt en verkreeg bekendheid door de grote hoeveelheid waardevolle artefacten die het bevatte.
Het graf maakt deel uit van de Sorbo-necropool nabij Cerveteri en werd in april 1836 ontdekt door en opgegraven onder leiding van de geestelijke Alessandro Regolini en de militair Vincenzo Galassi. De tombe, oorspronkelijk overdekt door een tumulus, bleek ongeschonden: een latere grafheuvel die over het graf is aangebracht heeft het Regolini-Galassi graf door de eeuwen heen aan het oog van grafschenders onttrokken.
Het interieur kenmerkt zich door een lange toegangshal of dromos die uitkomt op de langwerpige centrale ruimte, de zogenaamde cella. Aan weerskanten van de dromos bevinden zich twee kleine apsidale ruimten. Het achterste deel van de dromos wordt in de literatuur ook wel aangeduid als antechambre of voorruimte. Zowel de hal als de ruimten zijn in de tufstenen bodem uitgehakt. Het dak bevindt zich daarentegen bovengronds en wordt gevormd door schuin tegen elkaar geplaatste blokken tufsteen, waardoor het plafond het karakter van een spitsboog krijgt.
Lange tijd heeft men gedacht dat in het graf drie personen lagen begraven, maar volgens de meest recente inzichten was het graf waarschijnlijk slechts bestemd voor één man en één vrouw. De laatste lag in de cella begraven en was bedekt met zeer kostbare sieraden van goud en edelstenen. De juwelen zijn gedecoreerd met op de Oosterse kunst geïnspireerde voorstellingen (typerend voor die periode) in repoussé en met granulatie, de techniek waarin de Etrusken zeer bedreven waren. Daarnaast bevonden zich in de cella een troon, zilveren schalen en twee bronzen ketels gedecoreerd met dierenkoppen. In de rechter zijruimte van de dromos is een aardewerken asurn gevonden met de crematieresten van een man. In de linker ruimte zijn vergulde zilveren schalen gevonden. De antechambre bevatte een ware opeenstapeling van grafgiften, waaronder enkele bronzen schilden, bucchero-aardewerk, ivoren gebruiksvoorwerpen, meubilair met bronsbeslag, een wierookbrander en een soort draagbaar (vermoedelijk gebruikt om het lichaam van de vrouw te vervoeren). Op grond van de archeologische datering van de artefacten kan het Regolini-Galassi graf gedateerd worden tussen 650 en 600 v.Chr.
Het moge duidelijk zijn dat het hier een elitegraf betreft, bestemd voor mensen die een hoge sociale status hadden. Over hoe de vrouw en de man heetten en wat voor functies zij bekleedden bestaat geen duidelijkheid.
De grafinboedel is te bezichtigen in het Museo Gregoriano Etrusco te Vaticaanstad. Het graf zelf is niet toegankelijk voor publiek.

## Beknopte bibliografie
- L. Pareti, La Tomba Regolini-Galassi del Museo Gregoriano Etrusco. Vaticaanstad 1947.
- M. Sannibale, De Tomba Regolini-Galassi, in P.S. Lulofs & I. van Kampen (eds.), Etrusken: vrouwen van aanzien - mannen met macht, Zwolle, 2011. ISBN 9789040078064, pp. 97-100 en 104-106.
- N. Steensma, Het Regolini-Galassigraf, in Kunstschrift 55, 3 (2011), pp. 26-31 (met bibl.).